# 横浜フローティングヨットショー
ヨコハマフローティングヨットショーはヨコハマフローティングヨットショー実行委員会が横浜ベイサイドマリーナの桟橋で主催するヨット及びセイルや航海計器など各種マリンイクイップメントの展示会。マリーナに浮かべた状態（フローティング）で実際の船を体験できるヨットショー。

## 歴史
- 横浜ベイサイドマリーナが開業した1996年、出展各社の有志によって開催[1]。
- 2008年10月3日(金)から5日(日)まで、第13回 横浜フローティングヨットショーを開催。
- 2009年10月2日(金)から4日(日)まで、第14回 横浜フローティングヨットショーを開催[2]。
- 2010年10月1日(金)から3日(日)まで、第15回 横浜フローティングヨットショーを開催[3]。
- 2011年9月30日(金)から10月2日(日)まで、第16回 横浜フローティングヨットショーを開催[4]。
- 2012年9月28日(金)から30日(日)まで、第17回 ヨコハマフローティングヨットショーを開催[5]。
- 2013年9月27日(金)から29日(日)まで、第18回 ヨコハマフローティングヨットショーを開催[6]。
- 2014年9月26日(金)から28日(日)まで、第19回 ヨコハマフローティングヨットショーを開催。
- 2015年10月2日(金)から4日(日) まで、第20回 ヨコハマフローティングヨットショーを開催。